# Экёвийи, Огюст-Луи Эннекен
Огюст-Луи Эннекен (фр. Auguste-Louis Hennequin; 1717 — 14 марта 1794, Амьен), маркиз д'Экёвийи — французский генерал.

## Биография
Сын Огюстена-Венсана Эннекена, маркиза д'Экёвийи, бригадира армий короля, и Мадлен дю Монсо де Ноллан.
Маркиз де Шемери, граф де Гранпре, сеньор де Фамишон, Моренвилье, Ла-Мот-Вериньи, Гузон и Прель, генеральный наместник Шампани и Бри.
27 мая 1738 поступил на службу вторым лейтенантом в Пехотный полк короля; 24 июня 1741, после отставки отца, стал капитаном вотре (своры собак для кабаньей охоты; эта должность была наследственной в его семье с 1642 года) и лейтенантом капитанства Сен-Жермена.
Лейтенант своего полка (13.04.1742), кампмейстер Королевского кавалерийского полка (6.03.1743), бригадир (1.01.1748), кампмаршал (10.02.1759), генерал-лейтенант армий короля (1.03.1780).
19 января 1784 был пожалован Людовиком XVI в рыцари орденов короля.
В ходе войны за Австрийское наследство участвовал в осадах Праги (1742), Менена и Ипра (1743), Фюрна, Фрайбурга и Турне (1745), Термонде, Ауденарде и Ата (1747), и Маастрихта, а также в битвах при Деттингене, Фонтенуа и Року.
Во время Семилетней войны сражался в битве при Хастенбеке и участвовал в оккупации Ганноверского курфюршества.

## Семья
Жена (2.07.1741): Оноре де Жуайёз (27.05.1719—1809), наследница Гранпре, дочь Жана-Жедеона де Жуайёза, графа де Гранпре, генерального наместника Шампани и Бри, и Антуанетты де Виллер
Дети:
- Аделаида-Оноре (ок. 1743 — после 1789), дама-компаньонка (1773—1789) Марии Терезы Савойской, графини д'Артуа. Муж (27.03.1769): маркиз Филипп-Антуан-Жозеф-Режис д'Эстерно (ум. после 1778)
- Арман-Франсуа (30.09.1747—19.09.1830), маркиз д'Экёвийи
- Аглае-Мари (1751/1753 — после 25.04.1833), дама-компаньонка (1775—1782) Софии Французской. Муж (1772): маркиз Франсуа-Эмманюэль де Капандю (ум. после 1795)
- Эмабль-Шарль (2.02.1752—1806), шевалье, затем виконт д'Экёвийи. Кампмаршал, рыцарь ордена Святого Людовика, воевал в армии Конде. Жена (7.04.1782): графиня Мария Анна Жозефина Антуанетта фон Эйк (16.08.1765—1810), дочь Максимилиана Эммануэля Франца фон Эйка, баварского министра и посла во Франции, и графини Иоганны Анны Йозефины Марии Антонии фон Кёнигсфельд